# Transform and Lighting
Transform and Lighting, T&L (z ang. transformacja i oświetlenie) – pojęcie używane w grafice komputerowej. Metoda generowania grafiki 3D poprzez tworzenie dwuwymiarowego widoku trójwymiarowej sceny (Transform) i zmianę kolorów poszczególnych powierzchni na scenie bazując na informacji o oświetleniu (Lighting). 
W przypadku komputerów osobistych T&L w grach było implementowane programowo aż do roku 1999, kiedy to pojawiła się karta graficzna nVidia GeForce 256, która jako pierwsza realizowała zadania T&L sprzętowo. W kolejnym roku pojawił się największy rywal tej karty  ATI Radeon z serii 7xxx, który również obsługiwał sprzętowo T&L. Konieczność przejścia z obsługi programowej na sprzętową była podyktowana głównie tym, iż wielkość trójwymiarowych scen, które trzeba było przetwarzać, rosła znacznie szybciej niż moc obliczeniowa ówczesnych CPU. Praktycznie już tylko karty graficzne pozwalały uzyskiwać odpowiednią płynność renderowania grafiki trójwymiarowej.
Pierwszym API, który pozwalał na korzystanie ze sprzętowego T&L były biblioteki DirectX 7.0. Sprzętowy układ T&L umożliwiał wykonywanie skomplikowanych obliczeń zmiennoprzecinkowych, które tworzą obraz 3D, obcinają (usuwają) obiekty znajdujące się poza obszarem sceny i przypisują każdemu wierzchołkowi wektor oświetlenia po uprzednim obliczeniu sceny i jej źródeł światła. 
W krótkim czasie sprzętowo realizowane T&L stało się standardem. Kolejnym krokiem w grafice trójwymiarowej były biblioteki DirectX 8.0, które wprowadziły w pełni programowalne vertex i pixel shadery, jednak ich użycie w grach było opcjonalne, co pozwalało na korzystanie z T&L jeszcze przez wiele lat. 